# Geocoris decoratus
Geocoris decoratus är en insektsart som beskrevs av Philip Reese Uhler 1877. Geocoris decoratus ingår i släktet Geocoris och familjen Geocoridae. Inga underarter finns listade i Catalogue of Life.